# Горња Јеленска
Горња Јеленска је насељено место у општини Поповача, у Мославини, Република Хрватска, пре нове територијалне организације у саставу бивше велике општине Кутина.

## Становништво
На попису становништва 2011. године, Горња Јеленска је имала 757 становника.

## Попис1991.
На попису становништва 1991. године, насељено место Горња Јеленска је имало 888 становника, следећег националног састава:
| Попис 1991.‍  | Попис 1991.‍  | Попис 1991.‍ | Попис 1991.‍ | Попис 1991.‍ |
| ------------ | ------------ | ----------- | ----------- | ----------- |
|              |              |             |             |             |
| Хрвати       | Хрвати       |             | 870         | 97,97%      |
| Југословени  | Југословени  |             | 3           | 0,33%       |
| Словенци     | Словенци     |             | 2           | 0,22%       |
| Срби         | Срби         |             | 2           | 0,22%       |
| Македонци    | Македонци    |             | 1           | 0,11%       |
| Пољаци       | Пољаци       |             | 1           | 0,11%       |
| Чеси         | Чеси         |             | 1           | 0,11%       |
| неопредељени | неопредељени |             | 2           | 0,22%       |
| непознато    | непознато    |             | 6           | 0,67%       |
| укупно: 888  |              |             |             |             |